# Psalm 76

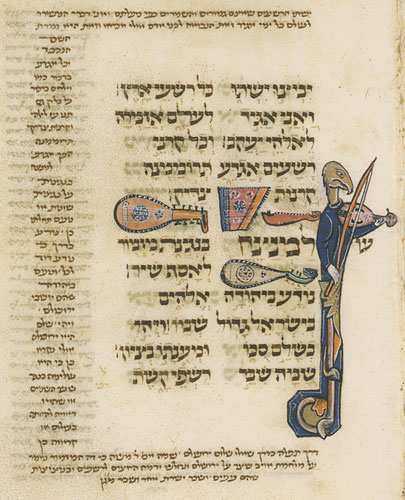
Druck von Psalm 76 aus dem 13. Jahrhundert

Der 76. Psalm (nach griechischer Zählung der 75.) ist ein Psalm Asafs und gehört in die Reihe der Zionslieder.

## Inhalt
Der Gott Israels wird gepriesen auf seinem Wohnsitz auf dem Berg Zion. Er vernichtet die Feinde und hält Gericht über sie.

## Gliederung
Der Psalm könnte folgendermaßen gegliedert werden:
1. Vers 2 f.: JHWH hat sich den Berg Zion zu seiner Wohnung erkoren
2. Vers 4: Das Thema: Das Zerbrechen der Kriegswaffen
3. Vers 5–7: JHWH schlägt das furchtbare Heer, das gegen Jerusalem losrückt
4. Vers 8–10: Die Furchtbarkeit Gottes Zorns
5. Vers 11–13: Dank der Erretteten

## Datierung
Zur Datierung gibt es mehrere verschiedene Ansätze:
- Der Psalm bezieht sich auf Sin-ahhe-eribas Rückzug (Heinrich Ewald, Heinrich Graetz und andere)
- Der Psalm ist der makkabäischen Zeit zuzuordnen (Ferdinand Hitzig, Justus Olshausen und andere)[3]
- Der Psalm ist ein Lied zum Thronbesteigungsfest JHWHs (Sigmund Mowinckel)